# Resolução 142 do Conselho de Segurança das Nações Unidas

mapa da Republica Democrática do Congo

Resolução 142 do Conselho de Segurança das Nações Unidas, foi aprovada em 7 de julho de 1960, após análise do pedido da República Democrática do Congo para ser membro da Organização das Nações Unidas, o Conselho recomendou à Assembleia Geral que a República Democrática do Congo deve ser admitido.
Foi aprovada por unanimidade.